# Herbert A. Rosenfeld
Herbert Alexander Rosenfeld (Norimberga, 1910 – Londra, 1986) è stato uno psicoanalista britannico.

## Biografia
Herbert Rosenfeld si formò come psicoanalista in Inghilterra dopo esservi emigrato dalla Germania nel 1935 (H. Rosenfeld 1987). Si era da poco laureato in medicina a Monaco (con una tesi sulle "assenze multiple nell'infanzia") ma, a causa delle leggi razziali, non poteva esercitare. Per poter esercitare in Inghilterra, dovette sostenere l'esame di abilitazione e specializzarsi, cosa che fece con la formazione in psicoterapia alla Tavistock Clinic. Iniziò a lavorare al Maudsley Hospital, un ospedale psichiatrico dove ebbe l'opportunità di applicare la psicoterapia ad alcuni pazienti psichiatrici con risultati abbastanza incoraggianti  quando ancora pochi credevano, che la psicoterapia potesse avere effetti sulle psicosi. Dopo il training alla Tavistock nel 1942 iniziò una seconda analisi con Melanie Klein. Nell'ambito del training scrisse il caso di Mildred (uno dei primi casi di psicosi  trattato con continuità in analisi), supervisionato da Sylvia Payne e divenne analista nel 1945 (Rosenfeld 1987). Da quel momento in poi ha partecipato attivamente al movimento Kleiniano insieme a figure come , Hanna Segal, Paula Heimann,Joan Riviere, Wilfred Bion, contribuendo attivamente alla sua evoluzione, negli anni 70-80, soprattutto dal punto di vista del rapporto con il paziente (cosa non  condivisa da tutto l'entourage Kleiniano (Steiner 2008) . È stato fondamentalmente un clinico molto apprezzato per le sue capacità empatiche con i pazienti. Tutti i suoi scritti fruiscono di una grande chiarezza espositiva e sono sostenuti dalla descrizione spesso dettagliata di molti casi clinici (Nissim Momigliano 1976). Ha svolto numerose supervisioni negli anni tra il 1981 ed il 1985 in Italia, prevalentemente nei centri psicoanalitici di Roma e Milano (De Masi 1998). Tra i suoi contributi più significativi troviamo l'approfondimento clinico del concetto di "confusione"; l'approfondimento teorico e clinico del concetto di identificazione proiettiva e lo sviluppo della teoria del narcisismo onnipotente distruttivo, ripresa poi da André Green(Green 1976) ed Otto Kernberg. Particolarmente importante lo sviluppo del concetto di impasse in psicoanalisi riferito alla presenza di aree "cieche" o non sufficientemente analizzate dell'analista, che contribuirà al superamento della tecnica kleiniana classica ed all'inizio dello sviluppo successivo della psicoanalisi relazionale ed intersoggettiva.

## Teoria e clinica

### Gli stati confusionali
Nel 1952 scriverà una delle sue opere principali "Note sulla psicopatologia degli stati confusionali nelle schizofrenie croniche". Gli stati confusionali sono, secondo Rosenfeld, particolari condizioni cliniche relative al passaggio dalla posizione schizoparanoide a quella depressiva. Nel momento in cui gli elementi libidici e quelli distruttivi si riavvicinano nel processo di integrazione relativo alla posizione depressiva, si può generare una condizione precaria di confusione tra tali elementi in cui risulta difficile distinguere ciò che è buono da ciò che è cattivo, ed ognuno di questi due aspetti dell'oggetto può sopraffare o "inquinare" l'altro (come negli stati di perversione) più che integrarvisi o rapportarcisi con dei chiari confini. Ciò può comportare inoltre, di conseguenza, una confusione tra parti diverse del corpo (bocca -ano), tra fantasia e realtà o tra paziente ed analista. Se lo stato di confusione è particolarmente intenso si possono riattivare di nuovo i meccanismi di scissione che comportano una diminuzione dell'ansia attraverso la disintegrazione dell'io ma poi, chiaramente, uno stato frammentato dell'io. Se prevalgono invece gli impulsi libidici avviene un graduale processo di riparazione dell'io attraverso una "connessione esatta" dei vari frammenti, evolutiva rispetto allo stato di riavvicinamento forzato confusionale (vedi anche il concetto di oggetto bizzarro di Bion). In linea con questi concetti saranno poi tutti gli approfondimenti sull'identificazione proiettiva e sul narcisismo distruttivo. Il concetto inoltre ben si presta all'approfondimento successivo di Rosenfeld relativo alla partecipazione dell'analista a tale stato confusivo.

### Il narcisismo onnipotente distruttivo
Gli studi di Rosenfeld sul narcisismo hanno, oltre alla già citata valenza clinica, anche un significativo riscontro metapsicologico. Egli inizia differenziandosi dall'assunto freudiano secondo il quale negli stati narcisistici non è possibile instaurare relazioni, parlando invece di  "relazione oggettuale narcisistica" basata sulla indifferenziazione-confusione con l'oggetto e sull'onnipotenza, difensiva dagli stati di separazione e di conseguente inermità. Se quindi questi stati sono particolari forme di relazione, allora esiste la possibilità di relazionarcisi clinicamente e quindi di poter accedere alla terapia delle psicosi. Chiaramente la relazione terapeutica passerà attraverso modalità regredite, basate sull'identificazione proiettiva la cui comprensione sarà la chiave di volta per poter accedere al mondo interno del paziente. Successivamente, (Rosenfeld 1971), distinguerà tra gli aspetti libidici del narcisismo e quelli distruttivi. Questi ultimi vengono descritti come espressione del predominio dell'istinto di morte. Gli aspetti distruttivi del narcisismo, alleandosi ed organizzandosi, possono essere più affascinanti di quelli libidici, in quanto aumentano il senso di onnipotenza, sostenendo l'io in maniera perversa. Essi possono "colonizzare"   notevolmente il mondo interno, sostituendosi ai legami libidici ed alle buone dipendenze dall'oggetto . Il narcisismo distruttivo è spesso una specie di "contropotere" silente ed occulto, si esprime con il non avere rapporti con il mondo esterno e con il costante attacco ai legami libidici. Può scattare in analisi quando il paziente percepisce il legame con la terapia e può rivolgersi anche contro il soggetto stesso, attaccandone la carriera, le  relazioni e la  vita stessa nelle situazioni più gravi. L'organizzazione narcisistica, intesa quindi come "banda"  di oggetti interni dedita ad azioni distruttive, è ripresa anche da Meltzer (1975) come "costellazione tossicomanica di sottomissione al tiranno". Anche De Masi (De Masi 2006) riprenderà questi concetti parlando di vere e proprie "organizzazioni psicopatologiche" intese come organizzazioni difensive totalizzanti di stampo narcisitico distruttivo che coinvolgono in toto la personalità negli stati psicotici.

### L'identificazione proiettiva e gli stati di impasse nel trattamento analitico
Gli studi di Rosenfeld sull' identificazione proiettiva contribuiranno a dare una notevole profondità clinica al concetto che, forse, nemmeno la Klein pensava avrebbe riscosso tanta importanza in psicoanalisi. Rosenfeld, pur rimanendo ancorato alla definizione Kleiniana del concetto, ne descrive varie implicazioni cliniche. Innanzitutto l'idea che esistano stati molto primordiali legati alla condizione di fusionalità primaria con la madre, stati in cui la comunicazione sembra avvenire in maniera osmotica. Sono gli stati portati dai pazienti più gravi, che vengono percepiti dall'analista come sensazioni fisiche, ipnotiche, di sonnolenza o di malessere organico, tutte cose che sembrano essere immesse concretamente all'interno del corpo dell'analista e che mettono a dura prova la sua capacità di concentrazione e di pensiero. A questo punto occorre fare una breve digressione teorica in quanto avviene una certa convergenza tra le idee di Rosenfeld e quella di altri autori dello stesso periodo. Rosenfeld in primis cita il concetto di equazione simbolica di Hanna Segal, secondo la quale, quando l'identificazione proiettiva è massiccia, si ha la regressione della capacità simbolica a capacità "signica" ovvero alla impossibilità di distinguere tra oggetto e simbolo, il che crea una grave riduzione e distorsione della capacità comunicativa (delirio o linguaggio del sogno che irrompe nella realtà). Questo, secondo la Segal, impedisce la possibilità di una corretta e comprensibile comunicazione. Inoltre Rosenfeld fa ampiamente riferimento anche al concetto Bioniano di identificazione proiettiva benigna e comunicativa ed ai concetti di rêverie e di contenimento, secondo i quali è necessario "tenere" dentro l'analista la parte proiettata finche non sia sufficientemente restituibile in termini verbalizzabili ed accettabili dal paziente. Dello stesso periodo sono anche gli scritti di Winnicott sulla madre sufficientemente buona che, anche se non legati strettamente alla teoria Kleiniana , stanno portando la psicoanalisi nella medesima direzione. Nel 1977 in "Note sulla psicopatologia ed il trattamento di alcuni pazienti borderline", considerato da molti un lavoro che ha segnato una svolta nella clinica, scriverà di alcuni casi clinici in cui l'interpretazione troppo immediata del transfert portava sistematicamente a reazioni terapeutiche negative, definite poi come stati di impasse dell'analisi. Ipotizzerà perciò la necessità che l'analista debba tenere maggiormente in sé, analizzandola, l'identificazione proiettiva del paziente e che una restituzione troppo rapida attraverso l'interpretazione di transfert indica un'incapacità dell'analista di affrontare l'angoscia che il paziente "immetteva" in lui (enactment). Quindi diventa fondamentale non più l'esattezza dell'interpretazione ma il modo in cui l'interpretazione viene proposta ed il materiale che si sceglie di interpretare che devono essere funzionali a far sentire il paziente accettato e preso in cura. Diventa così fondamentale il ruolo della relazione attuale che si instaura tra paziente ed analista. "Rileggendo le supervisioni che fece in Italia si vede come l'attenzione di Rosenfeld si era spostata dal transfert, (che pure era sempre preso in seria considerazione) alla  relazione analitica,  intendendo con questa, una relazione  utile allo sviluppo....In questo secondo periodo......egli sottolinea meno gli attacchi al legame, onnipotenza o distruttività del paziente e più l'impasse analitico, derivante dal deficit della ricezione analitica e discute i modi per scioglierlo" (De Masi 2016)

### Cronologia degli scritti più importanti
- 1947 Analisi di uno stato schizofrenico con depersonalizzazione (caso di Mildred. (In "Stati psicotici" 1973).
- 1952 Note sulla psicopatologia degli stati confusionali nelle schizofrenie croniche. (in "Stati psicotici" 1973).
- 1964 Sulla psicopatologia del narcisismo: un approccio clinico (In "Stati psicotici" 1973).
- 1968 Note sulla reazione terapeutica negativa (relazione letta alla British Psycho-Analytical Society)
- 1971 A clinical approach to the psychoanalytic theory of the life and Death istincts: investigation into the aggressive aspects of narcissism
- 1977 Note sulla psicopatologia ed il trattamento di alcuni pazienti borderline.
- 1987 Impasse and interpretation